# Liste der denkmalgeschützten Objekte in Grünbach (Oberösterreich)
Die Liste der denkmalgeschützten Objekte in Grünbach enthält die 5 denkmalgeschützten, unbeweglichen Objekte in Grünbach.

## Denkmäler
| Foto |                 | Denkmal                                                         | Standort                                  | Beschreibung | Metadaten |
| ---- | --------------- | --------------------------------------------------------------- | ----------------------------------------- | --- | --- |
| ja   | Datei hochladen | Kath. Pfarrkirche hl. Nikolaus HERIS-ID: 19102 Objekt-ID: 15400 | bei Kirchenplatz 1 Standort KG: Grünbach  | Die Pfarrkirche wurde 1511 zur spätgotischen Hallenkirche ausgebaut. Das reich verzierte Südtor stammt aus der Zeit um 1512. Viel älter ist der frühgotische Altarraum der Kirche mit dem Kreuzrippengewölbe. Der Turm trägt ein gotisches Keildach. | BDA-Hist.: Q25340660 Status: § 2a Stand der BDA-Liste: 2025-06-30 Name: Kath. Pfarrkirche hl. Nikolaus GstNr.: .38 Pfarrkirche Grünbach (Oberösterreich)    |
| ja   | Datei hochladen | Pfarrhof HERIS-ID: 19086 Objekt-ID: 15384                       | Kirchenplatz 1 Standort KG: Grünbach      | Ehemaliger Wirtschaftshof, liegt südöstlich der Kirche. Das zweigeschoßige Gebäude ist mit der Kirche und dem Ort durch jeweils einen Rundbogen verbunden. Im Inneren finden sich Kappentonnen- und Platzlgewölbe.                                   | BDA-Hist.: Q37846611 Status: § 2a Stand der BDA-Liste: 2025-06-30 Name: Pfarrhof GstNr.: 841/1                                                              |
| ja   | Datei hochladen | Kath. Filialkirche hl. Michael HERIS-ID: 25262 Objekt-ID: 21679 | Oberrauchenödt Standort KG: Rauchenödt    | Die Filialkirche St. Michael ist eines der bekanntesten Kulturdenkmäler des Mühlviertels. Der gotische Innenraum besitzt ein zierliches Sterngewölbe und einen gotischen Flügelaltar aus dem Jahre 1524.                                             | BDA-Hist.: Q37891546 Status: § 2a Stand der BDA-Liste: 2025-06-30 Name: Kath. Filialkirche hl. Michael GstNr.: .33 Filialkirche hl. Michael ob Rauchenödt   |
| ja   | Datei hochladen | Ehem. Mesnerhaus und Friedhof HERIS-ID: 25263 Objekt-ID: 21680  | Oberrauchenödt 11 Standort KG: Rauchenödt | Das Mesnerhaus begrenzt südwestlich den Friedhof, der sonst die Kirche mit einer Mauer umgibt. Das Haus ist im Steinbloß-Stil ausgeführt. | BDA-Hist.: Q37891581 Status: § 2a Stand der BDA-Liste: 2025-06-30 Name: Ehem. Mesnerhaus und Friedhof GstNr.: .32, 601 Mesnerhaus hl. Michael ob Rauchenödt |
| ja   | Datei hochladen | Tabernakelpfeiler HERIS-ID: 25264 Objekt-ID: 21681              | Standort KG: Rauchenödt                   | Der Pfeiler trägt die Jahreszahl 1644, die Bilder zeigen die Heiligen Leonhard und Florian. | BDA-Hist.: Q37891607 Status: § 2a Stand der BDA-Liste: 2025-06-30 Name: Tabernakelpfeiler GstNr.: 1776                                                      |